# Pax Nicephori
Pax Nicephori, (Latijn voor de "Vrede van Nicephorus"), verwijst zowel naar het vredesverdrag van 803, voorlopig gesloten tussen de keizers Karel de Grote, van het Frankische rijk, en Nikephoros I, van het Byzantijnse rijk, en de onderhandelingen, die plaatsvonden tussen dezelfde partijen, maar werden afgesloten door opvolger-keizers, tussen 811 en 814. De hele reeks onderhandelingen tussen de jaren 802–815 wordt ook met deze naam aangeduid. Uiteindelijk erkenden de vertegenwoordigers van de Byzantijnse keizer, na verscheidene jaren van diplomatieke uitwisselingen, het gezag in het westen van Karel de Grote, en onderhandelden Oost en West over hun grenzen in de Adriatische Zee.

## Mislukte onderhandelingen van 803
Op kerstdag in 800 kroonde paus Leo III Karel de Grote tot Imperator Romanorum (Latijn voor "Keizer van de Romeinen") in de Sint-Pietersbasiliek. Nikephoros I van het Byzantijnse Rijk en Karel de Grote probeerden in 803 hun keizerlijke grenzen duidelijk te stellen. Een eerste verdrag werd inderdaad voorbereid en in 803 stuurde Karel de Grote een delegatie naar het Oosten, de gesprekken waren reeds opgestart ten tijde van keizerin Irene van Byzantium. De tekst werd echter nooit geratificeerd door Nikephoros, zoals expliciet vermeldt in de Koninklijke Frankische Annalen, een bewaard gebleven document. De Franken hadden het Markgraafschap Istrië al in 788 veroverd en na het omverwerpen van het Avaarse Rijk, claimden ze de Pannonische vlakte en de Dalmatische kust. De Slavische prins Vojnomir van Pannonië had zich aangesloten bij de Franken. Het Byzantijns Dalmatië accepteerde vreedzaam de beperkte Frankische heerschappij.

## Verdere gesprekken tussen 803 en 806
Hoewel Nikephoros altijd weigerde de keizerlijke titel van Karel de Grote te erkennen, maakten gezanten van Oost en West afspraken over het bezit van betwist Italiaans grondgebied, namelijk de provincies Veneto en Dalmatisch Kroatië. De Venetianen opperden voor een Byzantijnse alliantie.

## Oorlog en vrede, 806–814
De spanningen stegen opnieuw, nadat de zoon van Karel de Grote, koning Pepijn van Italië, Dalmatië binnendrong en Venetië bedreigde. De rust keerde weer na tot de dood van de koning, in juli 810. Beide partijen gingen terug onderhandelen. Aigone, graaf van Forlì, werd door Karel de Grote naar Nikephoros was gestuurd. Een overeenkomst werd getekend. 
De naam Pax Nicephori is dus hier van toepassing.
De nieuwe Byzantijnse keizer Michaël I Rangabe (811-813) erkende de keizerlijke titel van Karel de Grote, het verdrag werd pas vier jaar later definitief bekrachtigd, na de dood van zowel Michaël als Karel de Grote, door Lodewijk de Vrome en Leo V van Byzantium.
De Vrede van Aken (812) bevestigde Dalmatisch Kroatië, met uitzondering van de Byzantijnse steden en eilanden, als Frankisch bezit. De grenzen in Dalmatië waren echter onduidelijk, en in 817 stuurde Leo V een ambassade naar Aken om de situatie op te helderen. Er werd een gezamenlijke Frankische en Byzantijnse expeditie naar Dalmatië gestuurd om de inbreng van de lokale Romeinen en Slaven te krijgen en de grenzen stevig af te bakenen.

## Buffer staten
De algemene overtuiging dat de onderhandelingen tussen Byzantium en de Franken, de oorsprong van een 'onafhankelijke Republiek Venetië' maakten, is gecreëerd door latere Venetiaanse kroniekschrijvers zoals Giovanni Diacono en doge Andrea Dandolo en daarom hoogst twijfelachtig.